# Hans Jamnig
Hans Jamnig (* 1. Juni 1912 in Innsbruck; † 2. Februar 1991 ebenda) war ein österreichischer Skilangläufer.
Jamnig, der für den Innsbrucker SV startete, belegte bei seiner einzigen Teilnahme an Olympischen Winterspielen im Februar 1936 in Garmisch-Partenkirchen den 36. Platz über 18 km. Zwei Jahre später errang er bei den Nordischen Skiweltmeisterschaften in Lahti den 159. Platz über 18 km und den neunten Platz in der Staffel.